# Paizo Publishing
La Paizo Publishing è una casa editrice di giochi di ruolo e giochi da tavolo statunitense con sede a Bellevue, Washington, fondata da Lisa Stevens nel 2002.
Nata come casa editrice per la pubblicazione della riviste Dragon e Dungeon, si è successivamente espansa, prima pubblicando avventure e aiuti per Dungeons & Dragons e successivamente con il proprio gioco Pathfinder.

## Storia
Tra il 2001 e il 2002 la Wizards of the Coast decise di tagliare i costi di pubblicazione di Dragon e Dungeon, le riviste dedicate a Dungeons & Dragons, che pur non essendo in perdita non rendevano quanto altre linee di prodotti.  Quindi le licenze di pubblicazione vennero offerte a Lisa Stevens, ex-dipendente della Wizards of the Coast che si era dimostrata interessata al loro acquisto.
Per poter gestire le licenza Lisa costituì la Paizo Publishing nel luglio del 2002 e operando inizialmente dagli uffici della Wizards of the Coast iniziò a pubblicare le prime edizioni Paizo di Dragons (il numero 299 di settembre 2002) e Dungeon/Polyhedron (il numero 153 di settembre/ottobre 2002). Oltre a queste due riviste acquisirono anche la licenza di pubblicazione di Star Wars Insider che la Wizards of the Coast aveva in licenza dalla LucasFilm.

### Le riviste
La Paizo iniziò immediatamente a sfruttare le sue riviste e già l'anno successivo cedeva i diritti di traduzione all'italiana Nexus Editrice che pubblicò a partire dall'aprile 2003 la rivista Dragon & Dungeon (una rivista con contenuti tratti sia da Dragon che da Dungeon). Nel 2003 iniziò inoltre a pubblicare la propria rivista Undefeated dedicata ai giochi in generale e nel 2004 un'altra rivista su licenza Wizards of the Coast, Amazing Stories (la storica prima rivista di fantascienza, fondata nel 1926 da Hugo Gernsback). Comunque dopo il numero 76 di giugno/luglio 2004 la licenza di Star Wars Insider tornò alla LucasFilm, mentre né Undefeated, né Amazing Stories furono sufficientemente redditizi ed entrambi furono sospesi nel 2005 e definitivamente cancellati nel 2006.
La Paizo pubblicò Dragon e Dungeon fino a settembre 2007 (gli ultimi numeri pubblicati furono il 359 di Dragon e il 150 di Dungeon), quando la Wizards of the Coast cessò la licenza di pubblicazione riguadagnando il controllo delle due riviste. Entrambe le riviste avevano lentamente guadagnato lettori durante la gestione Paizo, Dungeon era arrivata a 40.000 abbonati e Dragon a 50.000, comunque la cessazione della linceza non fu improvvisa, la notizia era già stata resa pubblica nell'aprile 2007.

### Lo sviluppo degliAdventure Path
Un importante sviluppo nel periodo di gestione di Dungeon fu il pubblicare serie di avventure collegate che portavano i personaggi dal primo livello fino ai più alti livelli di personaggio, la cosa non era certamente una novità nell'industria del gioco di ruolo (vedi per esempio la serie di moduli che costituivano la saga di Dragonlance), ma la cosa non era mai stata sfruttata a fondo e spesso la connessione tra le avventure era molto vaga, mentre la Paizo produsse delle avventure dettagliate e ben connesse. Già prima del periodo Paizo Dungeon aveva pubblicato un'adventure path che portava i personaggi dal primo al ventesimo livello, ma fu durante la gestione Paizo che questo venne sfruttato a fondo.
Il primo a essere pubblicato fu la serie The Shackled City iniziata in Dungeon n. 97 di marzo/aprile 2003 e conclusa in Dungeon n. 116 di novembre 2004, successivamente ristampata nel 2005 in un volume unico, il successo spinse alla pubblicazione di altre due adventure path, Age of worms (nel 2005-2006) e Savage Tide (2006-2007).
Con la chiusura delle riviste imminente la Paizo doveva trovare una nuova fonte di reddito, così nel febbraio 2007 iniziò a espandere la linea GameMastery, che fino a quel momento aveva pubblicato prodotti di supporto per i giochi di ruolo, come mappe e mazzi di oggetti magici, pubblicando una serie di moduli di avventura iniziando con D0: Hollow's Last Hope nel giugno 2007 e annunciando quindi la pubblicazione di una serie di Adventure Path, serie di avventure ambientate nell'ambientazione di Golarion, organizzate in cicli di sei avventure strettamente collegate che seguono un gruppo di personaggi dal primo livello fino al ventesimo.
Anche se la serie Adventure Path ha molte delle caratteristiche di una rivista, viene pubblicata con una cadenza regolare, è possibile abbonarsi e il contenuto non si limita a a una lunga avventura contiene anche un racconto, nuovi mostri, regole, descrizioni geografiche, ecc.. —  anche se tutti incentrati su argomenti legati all'avventura pubblicata — si differenzia sia nella qualità migliore della carta usata,  nel tipo di rilegatura usata e nel prezzo (più del doppio di quanto non costasse un numero di Dungeon). Inoltre pur essendo le avventure esplicitamente scritte per Dungeons & Dragons vennero pubblicate con la Open Gaming License, piuttosto che con il d20 trademark, prevedendo il ritiro di quest'ultima licenza con la pubblicazione della quarta edizione di Dungeons & Dragons.
Sulla scia del successo degli Adventure Path la Paizo espanse le sue altre linee, formò una lega di gioco organizzato (la Pathfinder Society), supportata da un paio di avventure ogni mese pubblicate in PDF, pubblicò una linea di libri per i master che dettagliano l'ambientazione di Golarion (la Pathfinder Chronicles, successivamente ribattezzata Pathfinder Campaign Setting) e una per i giocatori  (la Pathfinder Companion, successivamente ribattezzata Pathfinder Player Companions).

### Pathfinder
A fine 2007, in seguito ai ritardi della Wizards of the Coast nell'annunciare le condizioni di licenza per terze parti sulla pubblicazione di prodotti compatibili con l'allora annunciata edizione di Dungeons & Dragons, la Paizo decise di sviluppare un proprio gioco di ruolo, basato sulla variante del d20 System su cui stava lavorando da qualche tempo Jason Bulmahn. Il nuovo regolamento, Pathfinder (Pathfinder Roleplaying Game), venne annunciato il 18 marzo 2008. L'interesse per il gioco venne tenuto alto rilasciando immediatamente una versione alfa di playtest del regolamento su internet e da una copia cartacecea della versione beta distribuita alla GenCon 42. La versione definitiva del regolamento venne pubblicata nel 2009.
La prima edizione del gioco è basata sull'edizione 3.5 di Dungeons & Dragons, riprendendone molta parte del regolamento ma apportando importanti modifiche a livello di bilanciamento e fluidità di gioco, senza però stravolgerne in alcun modo la struttura o il funzionamento. La familiarità di un regolamento conosciuto ma migliorato, unita al fatto che era pienamente compatibile con il materiale uscito per 3.5, il fallimento commerciale della 4ª edizione e tutto il materiale originale Paizo uscito nel tempo, hanno decretato il successo di Pathfinder prima edizione. 
Nel 2019, a 10 anni dal lancio della prima edizione, viene pubblicata la seconda edizione di Pathfinder. Questa prevede un regolamento completamente nuovo, senza connessione a prodotti o edizioni di Dungeons & Dragons, pertanto è un gioco originale Paizo.

### Starfinder
Nel 2017 viene lanciato sul mercato Starfinder, il nuovo gioco di ruolo targato Paizo. Il gioco è ambientato nello stesso universo di Pathfinder ma nel futuro rispetto agli eventi narrati nell'ambientazione di Pathfinder prima edizione.
Il gioco introduce diverse novità e il regolamento è diverso da quello di Pathfinder, sebbene i due siano compatibili.

### Scandalo OGL e nascita dell'ORC Licence
A gennaio 2023 viene rivelata tramite leak una parte di quella che sarebbe dovuta essere la nuova Open Gaming Licence di Wizards of the Coast, chiamata OGL 1.1.
Stando al leak, in seguito confermato dalla stessa Wizard, la nuova OGL avrebbe obbligato la Paizo e tutti coloro che producevano prodotti per D&D Quinta edizione o che avevano prodotto qualcosa sotto OGL a firmare la nuova licenza, funzionante anche in maniera retroattiva, obbligandoli essenzialmente a dover sottostare alle stringentissime nuove regole, di fatto tagliandoli fuori dal mercato.
Dopo giorni di attesa di una risposta da parte di Paizo, ovvero la casa che più di tutte avrebbe subito il contraccolpo della nuova licenza, il 12 gennaio 2023 annuncia la nascita di una nuova licenza libera, denominata "Open RPG Gaming Licence" (ORC Licence), scritta in collaborazione con altre case produttrici, come Kobold Press, Green Ronin e altre. Questa nuova licenza sarà completamente libera, sulla base dell'originale OGL 1.0(a), lasciando quindi a chiunque la possibilità di produrre articoli sulla base dei prodotti che usciranno sotto tale licenza. La particolarità di tale licenza è che prevede di essere perpetua e immodificabile e per garantire tale scopo non sarà di proprietà di alcuna casa produttrice (al contrario della OGL, di proprietà di Wizards of the Coast), bensì di un ente creato appositamente per questo fine, così da scongiurare che qualche cambio di vertice possa intaccare il fine e la libertà della licenza.